# Перућица
Перућица је најпознатији од три заштићена прашумска резервата у Републици Српској, БиХ. Прашума Перућица је део националног парка Сутјеска.
Сигурно највриједнији бисер од природног блага националног парка Сутјеска је строго заштићени резерват Перућица, једна од ријетких сачуваних прашума Европе. Још давне 1938. године, шумари таксатори приликом израде уређајног елабората на планини Маглић, проналазе у сливу рјечице Перућице, у ували између Маглића, Волујака и Снијежнице, прекрасне састојине букве, јеле и смрче чија је дрвна маса прелазила 1.000 m³ по хектару, а висина појединих стабала достизала преко 50 m. Шумске састојине Перућице нису имале премца у Динаридима, не само по дрвној маси и висини, већ и по саставу, изгледу и љепоти. Све је то био разлог да у вријеме СФРЈ, Влада СР БиХ 1952. издвоји подручје Перућице са површином од 1.234 ha из редовног шумарског господарења, као „шумарски објекат потребан научним истраживањима и настави“, а 1954. године, то подручје, увећано за још 200 ha, ставља се под заштиту државе као природни резерват“, рјешењем Земаљског завода за заштиту споменика културе и природних ријеткости СР БиХ, у ондашњој Југославији.
Поглед са Видиковца (Драгош Седло) на Перућицу и водопад Скакавац, који се у срцу прашуме стропоштава са висине од преко 70 m, испуњава човјека задовољством што је тај мали дио исконске природе, са богатим мултифункционалним биодиверзитетом, сачуван за садашње и будуће генерације. Очување и заштита Перућице у изворном стању је један од главних задатака Националног парка Сутјеска. У резервату је све препуштено природи. Рађање, живот, умирање и поновно рађање, тај вјечити животни циклус, одвија се без интервенције човјека. На остацима природно умрлих стабала буја нови живот. Перућица представља, данас тако ријетку, природну лабораторију са великим значењем за многе научне дисциплине, за подучавање, као и за једноставно уживање у чистој и недирнутој природи.
Живи свијет Перућице изражен кроз вегетацију (фитоценозе и биљне заједнице, екосистеме, флору, фауну и друго) је веома разноврстан и богат. Перућица је због свој јужног положаја у Европи (субмедитеранско-медитеранско подручје), била за вријеме леденог доба веома значајан рефугијални простор који је омогућио да се многе термофилне врсте европског сјевера и њеног средишта сачувају на овом подручју. Ледено доба је захватило подручје Перућице па су њени вршни дијелови били прекривени ледницима, о чему свједоче остаци глацијалних периода (леднички циркови и корита, морене разноврсног карактера, глацијални облуци, и др.). Нижи дијелови Перућице остали су бар дјелимично, без ледничког покривача, што је омогућило развијање рефугијалне флоре и вегетације (Црни граб и његове заједнице).
У оквиру овог строгог природног резервата, заштићена су, поред шумских састојина букве, јеле и смрче, још и састојине субалпске букве, чисте или са планинским јавором; субалпске смрче, те вегетација бора кривуља, или тзв. клековина бора и планинска травна вегетација. У Перућици, као и у други дијеловима парка, налази се заиста, право богатство и разноврсност биљног свијета, те низ ендемских и ријетких врста. О богатству биљног свијета Перућице може да посвједочи и то да је регистровано преко 170 врста дрвећа и грмља и преко 1.000 врста зељастог биља. Истраживања заступљености врста маховина и лишајева тек су започела.